# Königsmühle (Gemeinde Kottes-Purk)
Königsmühle ist eine Streusiedlung in der Marktgemeinde Kottes-Purk im Bezirk Zwettl in Niederösterreich.
Sie erstreckt sich südöstlich von Voirans am Abzweig der Landesstraße L8259 von der Landesstraße L7121 am Ufer der Kleinen Krems.
Auf dem Ort der historischen Mühle befindet sich heute die Wachauer Marmor GmbH mit ihrer Produktionsstätte für Natursteine.

## Geschichte
In der Josephinischen Landesaufnahme aus dem Jahr 1781 wird hier ein Anwesen Kinigsmühle verzeichnet, im Eintrag der Josephinischen Fassion aus Jahre 1786/87 wurde hier die Königsmühl verzeichnet, ab 1954 wird die Ortslage dann unter diesem Namen ein offizieller Teil der Gemeinde Voitsau.
Im Zuge der Niederösterreichischen Kommunalstrukturverbesserung wurde der Ort durch die Auflösung der Gemeinde Voitsau am 1. Januar 1967 ein Teil der Gemeinde Kottes-Purk.